# Luis Silvela Casado
Luis Silvela Casado (Madrid, 3 de junio de 1865-Madrid, 22 de abril de 1928) fue un abogado, periodista y político español, ministro de Instrucción Pública y Bellas Artes, ministro de la Gobernación y ministro de Marina durante el reinado de Alfonso XIII. También desempeñó los cargos de alto comisario de España en Marruecos en 1923 y alcalde de Madrid en dos ocasiones.

## Biografía
Nacido en Madrid el 3 de junio de 1865, era hijo de Manuel Silvela y sobrino de Francisco Silvela.
Fue miembro del Partido Liberal. Inició su carrera política en Cortes en las elecciones de 1898 obteniendo un escaño por el distrito cubano de Santa Clara. En las elecciones de 1901 lo obtuvo por el distrito granadino de Alhama. En 1905 fue elegido por Vera (Almería), mientras que en 1907, 1910, 1914, 1916, 1918, 1919, 1920 y 1923 fue elegido por Almería.
Fue ministro de Instrucción Pública y Bellas Artes entre el 2 de marzo y el 22 de marzo de 1918. En ese mismo año ocupó la cartera ministerial de Gobernación entre el 9 de noviembre y el 5 de diciembre y, finalmente, fue ministro de Marina entre el 7 de diciembre de 1922 y el 16 de febrero de 1923, siempre en gabinetes presididos por Manuel García Prieto. Asimismo, fue alcalde de Madrid en dos ocasiones. Fue designado para su primer mandato el 26 de abril de 1917, siendo sustituido el 16 de junio; mientras que su segundo mandato comenzó el 30 de abril de 1918, resultando relevado el 27 de noviembre por Luis Garrido Juaristi.
El 17 de febrero de 1923 fue nombrado alto comisario de España en Marruecos, constituyendo uno de los mandatos por parte de civiles en el protectorado.
Fundó y dirigió el periódico La Mañana (1909), órgano del Partido Liberal Socialista propuesto en 1908 por José Ortega y Gasset y que tuvo entre sus colaboradores a Luis de Armiñán, José Téllez y Eduardo Haro Delage. En recuerdo de sus servicios, el rey Alfonso XIII concedió a su única hija el título de marqués de Zurgena. Una calle en Madrid lleva su nombre.
Falleció el 22 de abril de 1928 en Madrid.